# جيف توماس (لاعب كرة قدم)
جيف توماس (بالإنجليزية: Geoff Thomas)‏ (18 فبراير 1948 بسوانزي في المملكة المتحدة - 13 يناير 2013) هو مدرب كرة قدم ولاعب كرة قدم بريطاني في مركز الوسط. لعب مع سوانزي سيتي.

## وصلات خارجية
- جيف توماس على موقع قاعدة بيانات كرة القدم.إي يو (الإنجليزية)